# Jacques Piccard

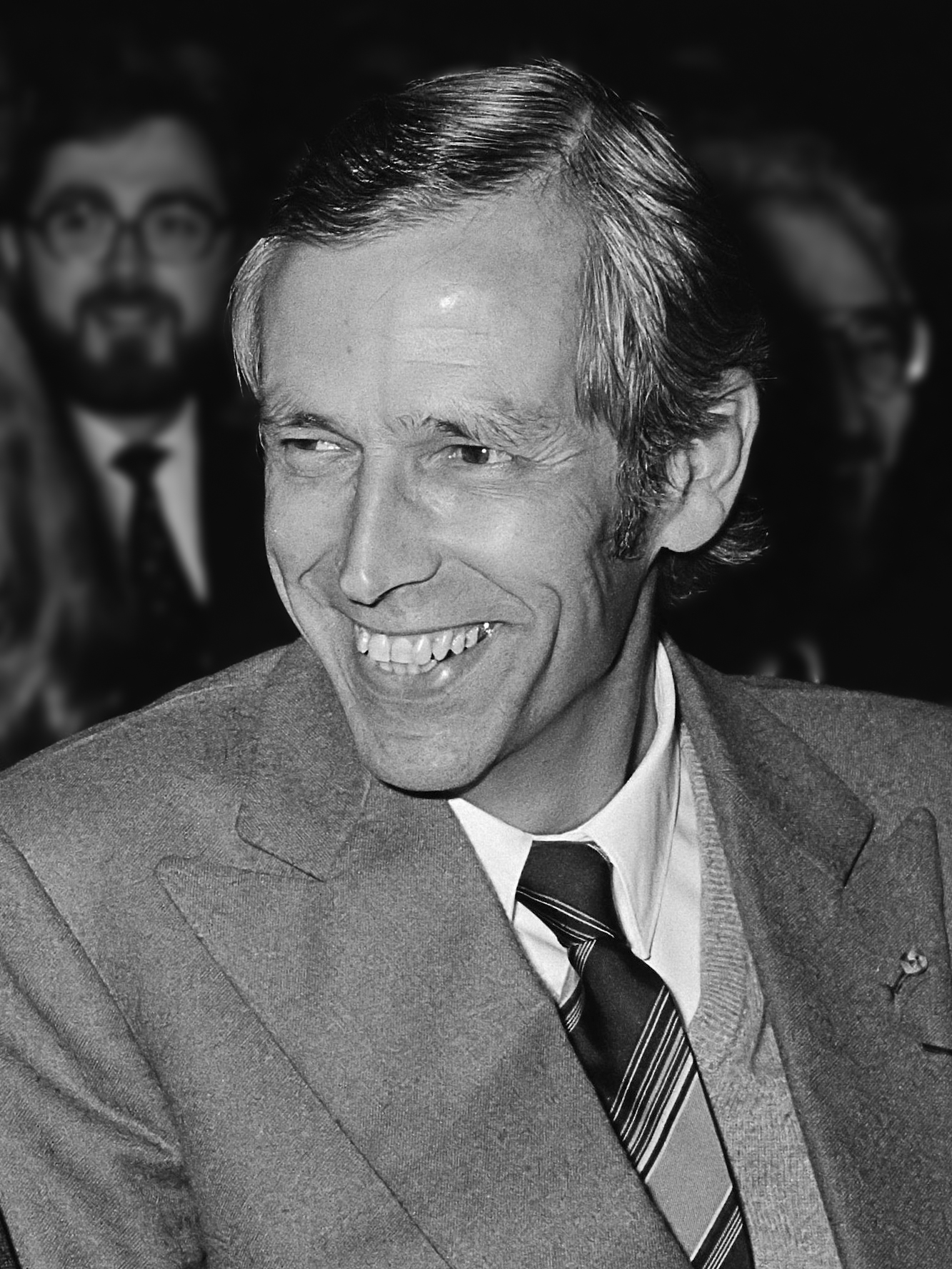
Jacques Piccard (1979)

Jacques Piccard (Brussel, 28 juli 1922 – Genève, 1 november 2008) was een Zwitserse oceanograaf. Hij werd vooral bekend door zijn diepzee-onderzoek aan boord van de door hem (samen met zijn vader Auguste Piccard) ontworpen bathyscaaf Trieste.
Met deze bathyscaaf vestigde hij op 23 januari 1960, samen met Don Walsh, een diepterecord van 10.911 meter in de Marianentrog. De bathyscaaf weerstond de druk van meer dan 1000 atmosfeer. Ze namen er vissen waar waarmee het bestaan van leven op grote diepte werd bewezen.
Jacques Piccard leidde in 1969 de Ben Franklin (PX-15) Mission in de Golfstroom.
Piccards zoon Bertrand Piccard zette de familietraditie voort en maakte de eerste non-stopballonvlucht om de wereld in maart 1999.